# Giải thưởng Sao Vàng Đất Việt

Biểu trưng giải thưởng SVDV 2007 cho các sản phẩm

Biểu trưng giải thưởng SVDV 2007 cho các thương hiệu

Giải thưởng Sao Vàng Đất Việt là giải thưởng dành cho các thương hiệu và sản phẩm tiêu biểu của Việt Nam hội nhập quốc tế, do Trung ương Hội liên hiệp Thanh niên Việt Nam phố hợp với Trung ương Hội các nhà doanh nghiệp trẻ Việt Nam tổ chức, bắt đầu từ năm 2003. Giải thưởng Sao Vàng Đất Việt 2007 chỉ dành riêng cho các thương hiệu mà không áp dụng cho các sản phẩm.

## Tiêu chí
1. Chung: Thành tích của doanh nghiệp trong sản xuất kinh doanh và hoạt động xã hội
2. Với sản phẩm hàng hoá và dịch vụ:
  1. Chất lượng có thể so sánh với sản phẩm cùng loại trên thị trường quốc tế
  2. Giá cả cạnh tranh với sản phẩm cùng loại trên thị trường quốc tế
  3. Công nghệ và môi trường phù hợp với các yêu cầu trong nước và quốc tế
  4. Dịch vụ hậu mãi
3. Với thương hiệu:
  1. Năng lực cạnh tranh của các sản phẩm mang thương hiệu và quy mô thị trường
  2. Quy trình quản lý chất lượng
  3. Công tác quản lý và phát triển thương hiệu
  4. Công nghệ và môi trường phù hợp với các yêu cầu trong nước và quốc tế

## Sao Vàng Đất Việt 2007
- Chỉ bình chọn thương hiệu, không bình chọn sản phẩm
- Số lượng giải thưởng cố định là 100
- Bổ sung tiêu chí: quản trị, điều hành doanh nghiệp và chăm lo phát triển nguồn nhân lực.
- Bình chọn hàng năm, thay cho chu kỳ 2 năm
- Tổng hợp thông tin để phát hành sách "TOP 100 thương hiệu Việt Nam"
- Bổ sung giải thưởng Sao Vàng các khu vực: Sao Vàng Bắc Trung Bộ, Sao Vàng Nam Trung Bộ và Sao Vàng Đông Nam Bộ
- Trao giải TOP TEN thương hiệu Việt Nam.

### Biểu trưng giải thưởng 2007
- Ngôi sao vàng 5 cánh bay vượt ra khỏi khung tam giác của logo, tượng trưng cho sự bay vượt ra ngoài phạm vi thị trường trong nước để tiến đến thị trường quốc tế trong quá trình hội nhập WTO
- Màu của khung tam giác của logo được lấy màu đỏ (trước đây là màu vàng), logo chỉ có 2 màu chủ đạo là đỏ và vàng, 2 màu của cờ tổ quốc và cũng là 2 màu logo của Hội Doanh nghiệp trẻ Việt Nam

## Giải thưởng
1. Tặng Bằng khen của Ủy ban Quốc gia về Hợp tác Kinh tế Quốc tế
2. Cấp Bằng Chứng nhận và Cúp Sao Vàng đất Việt
3. Quyền sử dụng, khai thác thương mại biểu trưng Giải thưởng Sao Vàng đất Việt trong 2 năm kể từ ngày được nhận giải
4. Được tham gia giới thiệu, quảng bá thương hiệu, sản phẩm trong các hoạt động truyền thông đại chúng được tổ chức theo suốt chương trình giải thưởng.
5. Được ưu tiên, ưu đãi tham gia Hội chợ hàng Việt Nam hội nhập quốc tế, các hội chợ, triển lãm, các hoạt động xúc tiến thương mại trong và ngoài nước do Hội các nhà doanh nghiệp trẻ Việt Nam và do Cục xúc tiến thương mại tổ chức.
6. Thương hiệu, sản phẩm đoạt giải được trưng bày miễn phí trang trọng tại một khu riêng trong trung tâm Hội chợ hàng Việt Nam hội nhập quốc tế.
7. Được hưởng các lợi ích từ chương trình quảng bá hình ảnh giải thưởng Sao Vàng đất Việt ở trong nước và quốc tế.

## Tổ chức
- Cơ quan bảo trợ: 
  - Ủy ban Quốc gia về hợp tác kinh tế quốc tế
  - Trung ương Đoàn TNCS Hồ Chí Minh
  - Bộ Thương mại
  - Đài Truyền hình Việt Nam
- Cơ quan tổ chức:
  - Trung ương Hội LHTN Việt Nam
  - Trung ương Hội Các nhà DNT Việt Nam
- Cơ quan thường trực:
  - Trung ương Hội Các nhà DNT Việt Nam
- Cơ quan tư vấn:
  - Cục Sở hữu trí tuệ - Bộ Khoa học và Công nghệ
  - Cục Xúc tiến thương mại - Bộ Thương mại
  - Tập đoàn Tư vấn chất lượng quốc tế Apave (Pháp)
- Cơ quan phối hợp:
  - Các tỉnh, thành Đoàn, Ủy ban Hội LHTN Việt Nam các tỉnh, thành phố
  - Các Hội, CLB Doanh nghiệp Trẻ địa phương, ngành
  - Báo Diễn đàn doanh nghiệp